# Венесуэльско-суринамские отношения
Венесуэльско-суринамские отношения — двусторонние дипломатические отношения между Венесуэлой и Суринамом.

## История

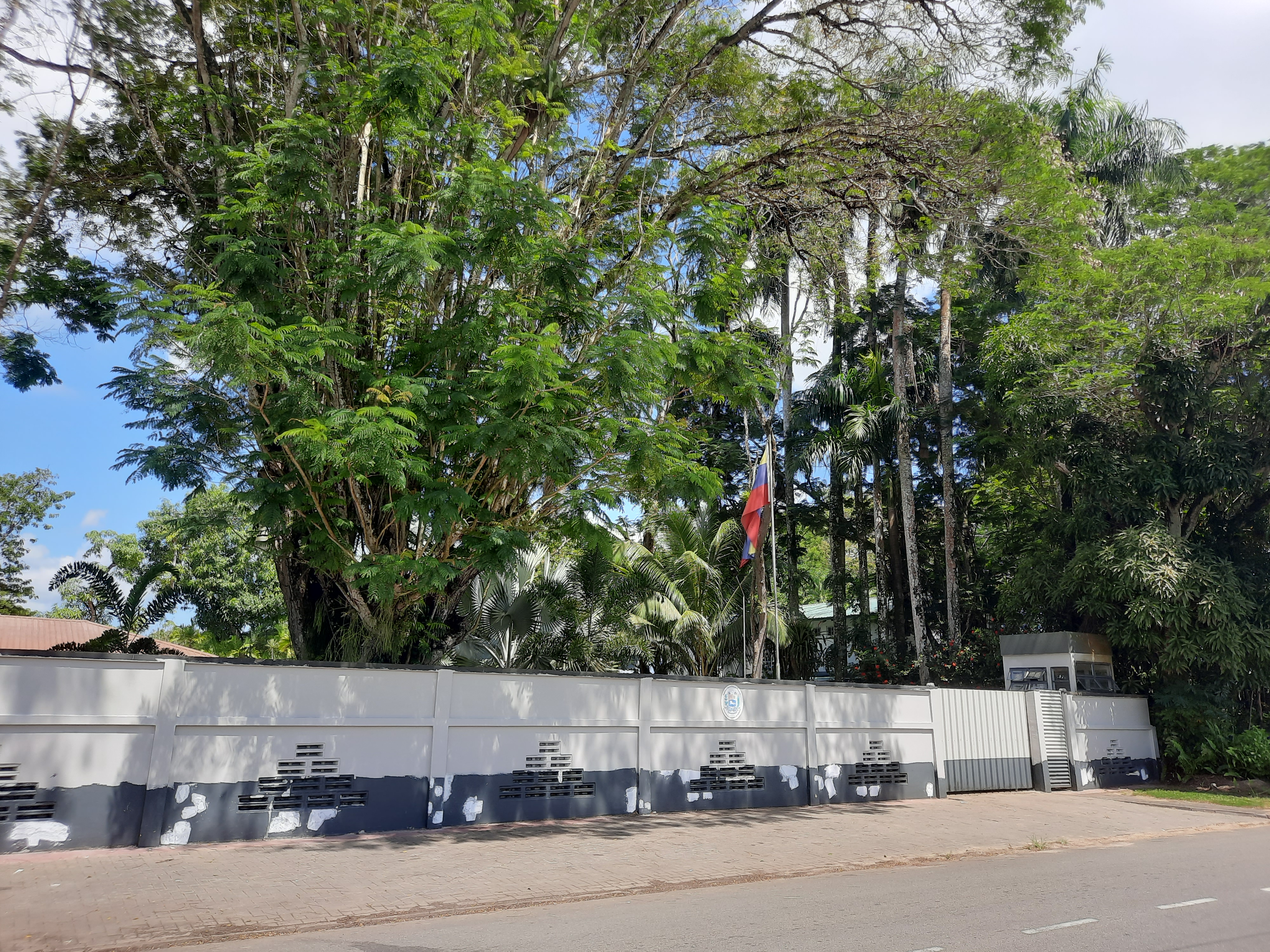
Посольство Венесуэлы в Парамарибо

Дипломатические отношения между государствами были установлены в ноябре 1975 года, вскоре после обретения Суринамом независимости. Суринам имеет посольство в Каракасе с 1976 года. У Венесуэлы есть посольство в Парамарибо. С 30 июня 1978 года гражданам этих стран не требуется виза для осуществления визита.
В 2010 году после прихода к власти президента Суринама Дези Баутерса между государствами были налажены дружеские отношения. Президент Венесуэлы Уго Чавес поздравил Дези Баутерса с победой на выборах и совершил официальный визит в Суринам 26 ноября 2010 года. В декабре 2011 года Дези Баутерс посетил Венесуэлу. В 2019 году Суринам проголосовал против резолюции Организации американских государств о непризнании правления Николаса Мадуро. После прихода к власти в Суринаме Чана Сантохи отношения между странами остались на высоком уровне. В сентябре 2020 года во время визита государственного секретаря США Майка Помпео Чан Сантохи заявил, что не поддерживает принятие мер против Венесуэлы и что политический кризис является внутренним делом этой страны.

## Торговля
Товарооборот между государствами носит ограниченный характер. В 2019 году Суринам экспортировал в Венесуэлу товаров на сумму 1,95 миллиона долларов США, при этом основным экспортным продуктом был рис. Венесуэла экспортировала товаров в Суринам на сумму 2,87 миллиона долларов США, основным продуктом была нефть. Экспорт из Венесуэлы в Суринам существенно снизился по сравнению с 1995 годом, когда было экспортировано товаров на сумму 340 миллионов долларов США.

## Миграция
В 2010-х годах политический кризис в Венесуэле привел к росту числа беженцев из этой страны. Власти Суринама выразили обеспокоенность тем, что река Корантейн, образующая границу с Гайаной, плохо охраняется и её легко пересечь, но при этом прибыло незначительное число количество мигрантов из Венесуэлы. Венесуэльским беженцам, оказавшимся в Суринаме, в основном приходилось рассчитывать на свои силы.